# Maria Caterina Negri
Maria Caterina Negri (Bologna, 28 settembre 1704 – dopo il 1744) è stata un contralto italiano attiva un po' in tutta Europa nella prima metà del XVIII secolo, ed in particolare nella Londra di Georg Friedrich Händel..
Specializzata principalmente (ma non esclusivamente) nell'interpretazione in travesti di personaggi maschili o di donne guerriere spesso operanti in scena in abiti maschili (come Bradamante), all'apice del successo la sua voce fu ricordata per la sua agilità e per la notevole estensione vocale.

## Vita e carriera
La Negri nacque a Bologna da Teresa Maranelli ed Antonio Negri. Poco si sa sui suoi primi anni di vita o sui suoi studi, sebbene François-Joseph Fétis riporti che avrebbe studiato sotto il cantante castrato Antonio Pasi in Bologna. Aveva appena 15 anni quando fece il suo debutto al Teatro Formagliari della sua città natale nella stagione di carnevale 1718-1719, ne La Partenope (di Luca Antonio Predieri?) e nel nuovo allestimento de Il trionfo di Camilla di Bononcini. Ella cantò quindi in vari teatri italiani fino al 1724, quando si unì alla compagnia d'opera del tenore-impresario Antonio Denzio che gestiva il teatro di Franz Anton von Sporck a Praga. Secondo un biografo di Vivaldi, la Negri era nota per il suo temperamento focoso sia dentro che fuori dal palcoscenico. Nel 1726 una sua aspra disputa con Denzio si concluse con l'arrivo delle forze dell'ordine a casa sua per procedere al suo arresto nel caso che non avesse accettato di riprendere il suo posto in palcoscenico, in ottemperanza ai suoi obblighi contrattuali.
La Negri tornò in Italia nel 1727 ingaggiata nella compagnia di Vivaldi al Teatro Sant'Angelo di Venezia per due stagioni. Qui Vivaldi le affidò il tirannico personaggio del re Arsace in Rosilena ed Oronta e la sua prima impersonificazione di Bradamante nell'Orlando, personaggio che ella avrebbe poi ripreso nell'Alcina di Händel sei anni più tardi. Seguirono presenze in altre città italiane nel corso dei successivi cinque anni, così come un'apparizione a Francoforte nel 1732, dove si esibì nella prima del Siface re di Numidia di Giuseppe Maria Nelvi (1698–1756).
Dall'autunno del 1733 fino all'estate del 1737, cantò con la compagnia dell'opera italiana di Händel a Londra, prima al King's Theatre e poi al Theatre Royal, Covent Gardenl, dove, come "seconda donna" (o, più precisamente, "secondo uomo", o addirittura "terzo" quando erano disponibili due castrati), apparve in numerose opere, oratori e feste teatrali. Poi tornò ad esibirsi in Italia ed anche a Lisbona, nel mese di gennaio 1740. La sua ultima apparizione nota avvenne a Bologna nel mese di agosto 1744 nel pasticcio di Lorenzo Gibelli, Gli sponsali di Enea. Dopodiché ogni traccia di lei scompare: luogo e data della sua morte sono sconosciuti.
Secondo il musicologo Giovanni Andrea Sechi, la caricatura di Anton Maria Zanetti riportata a fianco, raffigurante una cantante in travesti, o comunque in abiti guerrieri, etichettata dall'autore come "La Negri", è con ogni probabilità un ritratto di lei e non del soprano Antonia Negri Tomii (nota come "La mestrina "), come si è a lungo sostenuto.

## Ruoli creati
Il seguente repertorio di ruoli interpretati in prima assoluta dalla Negri è tratto dai dati reperibili sul sito del CORAGO dell'Università di Bologna; non sono stati considerati i lavori sicuramente aventi carattere di pasticcio, né i ruoli erroneamente attribuiti dal sistema informativo bolognese alla Negri in commedie musicali napoletane del 1734 (anno in cui lei si era già trasferita a Londra), e riferibili invece a un'omonima Maria Negri.
| Ruolo      | titolo dell'opera                                    | carattere dell'opera | Autore                                    | Teatro                                   | data prima esecuzione |
| ---------- | ---------------------------------------------------- | -------------------- | ----------------------------------------- | ---------------------------------------- | --------------------- |
| Ormonte    | La Partenope                                         | dramma per musica    | anonimo                                   | Teatro Formagliari, Bologna              | 26/12/1718            |
| Laurindo   | Il conte d'Altamura                                  | dramma per musica    | anonimo                                   | Teatro Molza, Modena                     | carnevale 1720        |
| Leandro    | Il conte di Cutro                                    | dramma per musica    | anonimo                                   | Teatro del Cocomero, Firenze             | 21/01/1721            |
| Lurcanio   | Ariodante                                            | dramma per musica    | Andrea Stefano Fiorè (1686-1732)          | Regio Ducal Teatro, Milano               | 26/12/1722            |
| Albina     | Alessandro Severo                                    | dramma per musica    | Giuseppe Maria Orlandini                  | Regio Ducal Teatro, Milano               | carnevale 1723        |
| Elvira     | La fede ne' tradimenti                               | dramma per musica    | Giuseppe Maria Buini (1687-1739)          | Teatro dell'Accademia dei Remoti, Faenza | estate 1723           |
| Fatime     | La fortunata sventura                                | dramma per musica    | anonimo                                   | Teatro del conte von Sporck, Praga       | 16/04/1725            |
| Rinaldo    | Armida abbandonata                                   | dramma per musica    | Antonio Bioni                             | Teatro del conte von Sporck, Praga       | 03/11/1725            |
| Sabina     | La reità fortunata                                   | dramma per musica    | Giovanni Antonio Guerra (fl. 1721 - 1738) | Teatro del conte von Sporck, Praga       | primavera 1726        |
| Ermanda    | Il contrasto di due, gaudio è del terzo              | dramma per musica    | anonimo                                   | Teatro del conte von Sporck, Praga       | autunno 1726          |
| Valerio    | Tullo Ostilio                                        | dramma per musica    | anonimo                                   | Teatro del conte von Sporck, Praga       | 02/01/1727            |
| Filarte    | Achille in Sciro                                     | dramma per musica    | anonimo                                   | Teatro del conte von Sporck, Praga       | 14/04/1727            |
| Bradamante | Orlando                                              | dramma per musica    | Antonio Vivaldi                           | Teatro Sant'Angelo, Venezia              | 15/11/1727            |
| Arsace     | Rosilena e Oronta                                    | dramma per musica    | Antonio Vivaldi                           | Teatro Sant'Angelo, Venezia              | 19/01/1728            |
| Licinio    | Costantino                                           | dramma per musica    | Gaetano Maria Schiassi (1698-1754)        | Teatro Arciducale, Mantova               | 1731                  |
| Viriate    | Siface, re di Numidia                                | dramma per musica    | Giuseppe Maria Nelvi (1698–1756)          | Teatro di Francoforte sul Meno           | gennaio 1732          |
| Carilda    | Arianna in Creta                                     | opera (seria)        | Georg Friedrich Händel                    | King's Theatre, Londra                   | 26/01/1734            |
| Clori      | Il Parnasso in festa per li sponsali di Teti e Peleo | serenata             | Georg Friedrich Händel                    | King's Theatre, Londra                   | 13/03/1734            |
| Polinesso  | Ariodante                                            | opera (seria)        | Georg Friedrich Händel                    | Theatre Royal, Covent-Garden, Londra     | 08/01/1735            |
| Bradamante | Alcina                                               | opera (seria)        | Georg Friedrich Händel                    | Theatre Royal in Covent-Garden, Londra   | 16/04/1735            |
| Irene      | Atalanta                                             | opera (seria)        | Georg Friedrich Händel                    | Theatre Royal in Covent-Garden, Londra   | 12/05/1736            |
| Tullio     | Arminio                                              | opera (seria)        | Georg Friedrich Händel                    | Theatre Royal in Covent-Garden, Londra   | 12/01/1737            |
| Amanzio    | Giustino                                             | opera (seria)        | Georg Friedrich Händel                    | Theatre Royal in Covent-Garden, Londra   | 16/02/1737            |
| Arsace     | Berenice                                             | opera (seria)        | Georg Friedrich Händel                    | Theatre Royal in Covent-Garden, Londra   | 18/05/1737            |